# I liga argentyńska w piłce nożnej (2014)
Mistrzem Argentyny w sezonie 2014 został klub Racing Club de Avellaneda, natomiast wicemistrzem Argentyny został klub River Plate.
Sezon 2014 rozegrany został w drugiej połowie roku i był sezonem przejściowym w związku ze zmianą systemu rozgrywek z jesień-wiosna na wiosna-jesień. Stąd nazwa turnieju Torneo de Transición (inna nazwa to Torneo Doctor Ramón Carrillo). W sezonie 2014 mistrzostwa Argentyny rozegrano w formie jednego ligowego turnieju, w którym 20 klubów rozegrało ze sobą po jednym meczu każdy z każdym. Mistrzem Argentyny został klub, który zajął pierwsze miejsce w tabeli końcowej.
Do Copa Libertadores w roku 2015 zakwalifikowało się sześć klubów:
- San Lorenzo de Almagro (zwycięzca turnieju Copa Libertadores 2014)
- Racing Club de Avellaneda (mistrz Argentyny 2014)
- River Plate (mistrz turnieju Final 2013/14)
- Boca Juniors (1 miejsce w tabeli sumarycznej 2013/14)
- Estudiantes La Plata (najlepszy argentyński klub w turnieju Copa Sudamericana 2014, który nie zakwalifikował się do Copa Libertadores na podstawie wyników rozgrywek krajowych)
- CA Huracán (zwycięzca Copa Argentina 2013/2014)

Do Copa Sudamericana w roku 2015 zakwalifikowało się siedem klubów:
- River Plate (mistrz Argentyny 2013/14 i zwycięzca Copa Sudamericana 2014)
- CA Huracán (zwycięzca Copa Argentina 2013/2014)
- Club Atlético Lanús (najlepszy klub w sezonie 2014 który nie zakwalifikował się do Copa Libertadores)
- Independiente (drugi najlepszy klub w sezonie 2014 który nie zakwalifikował się do Copa Libertadores)
- CA Tigre (trzeci najlepszy klub w sezonie 2014 który nie zakwalifikował się do Copa Libertadores)
- Arsenal Sarandí Buenos Aires (czwarty najlepszy klub w sezonie 2014 który nie zakwalifikował się do Copa Libertadores)
- Belgrano Córdoba (piąty najlepszy klub w sezonie 2014 który nie zakwalifikował się do Copa Libertadores)

Ponieważ pierwsza liga została zwiększona z 20 do 30 klubów, więc nikt nie spadł, i jednocześnie z drugiej ligi (Primera B Nacional) awansowało 10 klubów. Do pierwszej ligi awansowały następujące kluby: Aldosivi Mar del Plata, Argentinos Juniors, CA Colón, Crucero del Norte Posadas, CA Huracán, Nueva Chicago Buenos Aires, San Martín San Juan, Sarmiento Junín, CA Temperley, Unión Santa Fe.

## Primera División 2014

### Kolejka 1
| Data             | Mecz |
| ---------------- | --- |
| 8 sierpnia 2014  | Godoy Cruz Antonio Tomba – CA Banfield 3:0 Claudio Ezequiel Aquino 12, Rubén Darío Ramírez 35, Luis Jerez Silva 58                         |
| 8 sierpnia 2014  | Rosario Central – CA Argentino de Quilmes 3:1 Sebastián Abreu 58, Rafael Marcelo Delgado 84, Walter Rubén Acuña 90+5 – Arnaldo González 40 |
| 9 sierpnia 2014  | Defensa y Justicia Buenos Aires – Racing Club de Avellaneda 1:3 Brian Leonel Fernández 82 – Gabriel Hauche 34, 36, Diego Milito 60         |
| 10 sierpnia 2014 | Boca Juniors – Newell’s Old Boys 0:1 Mauricio Tévez 44                                                                                     |
| 10 sierpnia 2014 | Gimnasia y Esgrima La Plata – River Plate 1:1 Pablo Ezequiel Vegetti 90+2 – Teófilo Gutiérrez 82                                           |
| 10 sierpnia 2014 | Independiente – Atlético Rafaela 3:0 Federico Andrés Mancuello 44, Francisco Andrés Pizzini 54, Juan Martín Lucero 75                      |
| 11 sierpnia 2014 | Arsenal Sarandí Buenos Aires – Estudiantes La Plata 2:1 Emilio José Zelaya 37, Ramiro Ángel Carrera 84 – Guido Marcelo Carrillo 36         |
| 11 sierpnia 2014 | CA Tigre – CA Vélez Sarsfield 0:1 Milton Joel Caraglio 88                                                                                  |

### Kolejka 2
| Data             | Mecz |
| ---------------- | --- |
| 15 sierpnia 2014 | Newell’s Old Boys – Gimnasia y Esgrima La Plata 1:1 Maxi Rodríguez 47 – Osvaldo Rubén Barsottini 59                                                                            |
| 16 sierpnia 2014 | CA Banfield – Defensa y Justicia Buenos Aires 2:3 Santiago Gabriel Salcedo 51k, Enzo Trinidad 80 – Emiliano Mathías Tellechea 14, Brian Leonel Fernández 67, Gaspar Servio 84s |
| 16 sierpnia 2014 | Estudiantes La Plata – Independiente 1:0 Ernesto Goñi 39 |
| 16 sierpnia 2014 | Olimpo Bahía Blanca – CA Tigre 2:1 Jonatan Matías Blanco 11k, 20k – Carlos Ariel Luna 90+2k                                                                                    |
| 16 sierpnia 2014 | CA Vélez Sarsfield – Arsenal Sarandí Buenos Aires 2:1 Lucas David Pratto 5, Iván José Marcone 56s – Emilio José Zelaya 90+2                                                    |
| 17 sierpnia 2014 | Belgrano Córdoba – Boca Juniors 0:1 Emmanuel Gigliotti 90+3 |
| 17 sierpnia 2014 | River Plate – Rosario Central 2:0 Teófilo Gutiérrez 16, Leonardo Pisculichi 80                                                                                                 |
| 17 sierpnia 2014 | Racing Club de Avellaneda – San Lorenzo de Almagro 2:0 Luciano Lollo 45, Facundo Andrés Castillón 90+2                                                                         |
| 18 sierpnia 2014 | Atlético Rafaela – Club Atlético Lanús 2:1 Rodrigo Leonel Depetris 30, Lucas Albertengo 46 – Silvio Romero 62                                                                  |
| 18 sierpnia 2014 | CA Argentino de Quilmes – Godoy Cruz Antonio Tomba 2:2 Gonzalo Martín Klusener 13, Emiliano Carrasco 57 – Rubén Darío Ramírez 87k, Guillermo Cosaro 89                         |

### Kolejka 3
| Data             | Mecz |
| ---------------- | --- |
| 22 sierpnia 2014 | Arsenal Sarandí Buenos Aires – Olimpo Bahía Blanca 1:0 Brahian Milton Alemán 33                                                                                                |
| 22 sierpnia 2014 | CA Tigre – Racing Club de Avellaneda 4:0 Erik Fernando Godoy 11, Kevin Fabián Itabel 39, 58, Lucas Daniel Wilchez 46                                                           |
| 23 sierpnia 2014 | Gimnasia y Esgrima La Plata – Rosario Central 1:2 Pablo Ezequiel Vegetti 12 – Fernando Omar Barrientos 39, Rafael Marcelo Delgado 90+4k                                        |
| 23 sierpnia 2014 | Independiente – CA Vélez Sarsfield 0:4 Lucas David Pratto 47, 73, Leonardo Gabriel Rolón 81, Lucas Daniel Romero 84                                                            |
| 23 sierpnia 2014 | Newell’s Old Boys – Belgrano Córdoba 3:3 Maxi Rodríguez 43k, 87k, Lorenzo Daniel Faravelli 64 – César Emmanuel Pereyra 51, Pier Miqueas Barrios 67, Emiliano Ariel Rigoni 90+2 |
| 24 sierpnia 2014 | San Lorenzo de Almagro – CA Banfield 0:2 Santiago Gabriel Salcedo 49, Juan Cazares 90+1                                                                                        |
| 24 sierpnia 2014 | Godoy Cruz Antonio Tomba – River Plate 0:4 Carlos Andrés Sánchez 2, Teófilo Gutiérrez 4, Rodrigo Mora 16, Teófilo Gutiérrez 63                                                 |
| 24 sierpnia 2014 | Boca Juniors – Atlético Rafaela 0:3 Mauricio Sebastián Gómez 36, Federico Rafael González 55, Guillermo Matías Fernández 73                                                    |
| 24 sierpnia 2014 | Club Atlético Lanús – Estudiantes La Plata 2:1 Víctor Hugo Ayala 19, 68 – Joaquín Correa 56                                                                                    |
| 24 sierpnia 2014 | Defensa y Justicia Buenos Aires – CA Argentino de Quilmes 1:1 Washington Fernando Camacho 11 – Brian Óscar Sarmiento 18                                                        |

### Kolejka 4
| Data             | Mecz |
| ---------------- | --- |
| 26 sierpnia 2014 | Belgrano Córdoba – Gimnasia y Esgrima La Plata 0:0                                                                                                |
| 26 sierpnia 2014 | Olimpo Bahía Blanca – Independiente 1:2 Jonatan Matías Blanco 51k – Sebastián Ariel Penco 88, Federico Andrés Mancuello 90+2                      |
| 26 sierpnia 2014 | Racing Club de Avellaneda – Arsenal Sarandí Buenos Aires 1:0 Diego Milito 97k                                                                     |
| 27 sierpnia 2014 | Atlético Rafaela – Newell’s Old Boys 2:3 Joel Sacks 66, Sergio Javier Vittor 84 – Maxi Rodríguez 9, Leandro Fernández 17, Adrián Jesús Bastía 31s |
| 27 sierpnia 2014 | River Plate – Defensa y Justicia Buenos Aires 3:0 Carlos Andrés Sánchez 33, 42, Teófilo Gutiérrez 77                                              |
| 27 sierpnia 2014 | Rosario Central – Godoy Cruz Antonio Tomba 0:1 Rubén Darío Ramírez 69                                                                             |
| 27 sierpnia 2014 | Estudiantes La Plata – Boca Juniors 3:1 Joaquín Correa 5, Diego Vera 22, 40 – Jonathan Calleri 90                                                 |
| 28 sierpnia 2014 | CA Banfield – CA Tigre 1:0 Santiago Gabriel Salcedo 25                                                                                            |
| 28 sierpnia 2014 | CA Vélez Sarsfield – Club Atlético Lanús 1:0 Lucas David Pratto 83                                                                                |
| 28 sierpnia 2014 | CA Argentino de Quilmes – San Lorenzo de Almagro 0:3 Héctor Daniel Villalba 23, Gonzalo Verón 41, Néstor Ortigoza 90+3k                           |

### Kolejka 5
| Data             | Mecz |
| ---------------- | --- |
| 30 sierpnia 2014 | Gimnasia y Esgrima La Plata – Godoy Cruz Antonio Tomba 2:0 Jorge Luis Rojas 34, Javier Osvaldo Mendoza 71                                              |
| 30 sierpnia 2014 | Newell’s Old Boys – Estudiantes La Plata 1:0 Mauricio Tévez 71                                                                                         |
| 30 sierpnia 2014 | Defensa y Justicia Buenos Aires – Rosario Central 1:3 Washington Fernando Camacho 75 – Walter Rubén Acuña 52, Franco Niell 67, Antonio César Medina 78 |
| 31 sierpnia 2014 | San Lorenzo de Almagro – River Plate 1:3 Mauro Matos 6 – Leonardo Pisculichi 12, Teófilo Gutiérrez 59, Lucas Boyé 79                                   |
| 31 sierpnia 2014 | Belgrano Córdoba – Atlético Rafaela 3:0 César Emmanuel Pereyra 30, Jorge Luis Velázquez 52, Lucas Elio Aveldaño 75                                     |
| 31 sierpnia 2014 | Boca Juniors – CA Vélez Sarsfield 3:1 Daniel Díaz 56, Marcelo Meli 62, Andrés Eliseo Chávez 89 – Jorge Correa 45                                       |
| 31 sierpnia 2014 | Independiente – Racing Club de Avellaneda 2:1 Sebastián Ariel Penco 25, Federico Andrés Mancuello 27 – Diego Milito 13                                 |
| 1 września 2014  | Arsenal Sarandí Buenos Aires – CA Banfield 1:0 Sebastián Alberto Palacios 59                                                                           |
| 1 września 2014  | Club Atlético Lanús – Olimpo Bahía Blanca 1:1 Miguel Ángel Borja 12s – Miguel Ángel Borja 70                                                           |
| 1 września 2014  | CA Tigre – CA Argentino de Quilmes 0:0 |

### Kolejka 6
| Data            | Mecz |
| --------------- | --- |
| 6 września 2014 | Atlético Rafaela – Gimnasia y Esgrima La Plata 2:0 Lucas Albertengo 39, Nicolás Royón 77k                                                                                |
| 6 września 2014 | CA Banfield – Independiente 0:1 Federico Andrés Mancuello 60 |
| 6 września 2014 | CA Vélez Sarsfield – Newell’s Old Boys 0:0 |
| 6 września 2014 | Estudiantes La Plata – Belgrano Córdoba 3:1 Cristián Franco Lema 37s, Román Fernando Martínez 67, Ezequiel Cerutti 88 – Julio César Furch 90                             |
| 7 września 2014 | Godoy Cruz Antonio Tomba – Defensa y Justicia Buenos Aires 1:1 Sergio Daniel López 46 – Julio César Rodríguez 69                                                         |
| 7 września 2014 | River Plate – CA Tigre 2:0 Rodrigo Mora 34, 48 |
| 7 września 2014 | Rosario Central – San Lorenzo de Almagro 1:1 Lucas Javier Acevedo 30 – Juan Ignacio Cavallaro 44                                                                         |
| 7 września 2014 | Olimpo Bahía Blanca – Boca Juniors 0:1 Emmanuel Gigliotti 78 |
| 7 września 2014 | Racing Club de Avellaneda – Club Atlético Lanús 1:3 Ricardo Centurión 2 – Silvio Romero 34k, Diego Hernán González 44, Silvio Romero 90+4                                |
| 8 września 2014 | CA Argentino de Quilmes – Arsenal Sarandí Buenos Aires 4:0 Brian Óscar Sarmiento 22, Gonzalo Martín Klusener 58, Nicolás Mauricio López 73, Nestor Adrián Fernández 90+3 |

### Kolejka 7
| Data             | Mecz |
| ---------------- | --- |
| 12 września 2014 | Gimnasia y Esgrima La Plata – Defensa y Justicia Buenos Aires 0:3 Javier Yacuzzi 19, Mariano Omar Barbieri 59, Julio César Rodríguez 90+2                                                                 |
| 13 września 2014 | CA Tigre – Rosario Central 4:1 Carlos Ariel Luna 40k, 45, Sebastián Rincón 57, Facundo Bertoglio 80 – José Adolfo Valencia 28                                                                             |
| 13 września 2014 | San Lorenzo de Almagro – Godoy Cruz Antonio Tomba 2:1 Néstor Ortigoza 55k, Martín Cauteruccio 60 – Leandro Miguel Fernández 26                                                                            |
| 13 września 2014 | Atlético Rafaela – Estudiantes La Plata 1:0 Juan Eduardo Eluchans 62k |
| 13 września 2014 | Independiente – CA Argentino de Quilmes 5:3 Diego Rodríguez 27k, 52k, Claudio Riaño 60, 90+1, Federico Andrés Mancuello 90+3 – Brian Óscar Sarmiento 10, Gonzalo Martín Klusener 71k, Jonathan Zacaría 85 |
| 14 września 2014 | Belgrano Córdoba – CA Vélez Sarsfield 1:0 Lucas Manuel Zelarayán 14 |
| 14 września 2014 | Boca Juniors – Racing Club de Avellaneda 1:0 Jonathan Calleri 26 mecz przerwany w 56 minucie przy stanie 1:0 – dokończony 25 września                                                                     |
| 14 września 2014 | Club Atlético Lanús – CA Banfield 1:0 Silvio Romero 48 |
| 15 września 2014 | Newell’s Old Boys – Olimpo Bahía Blanca 1:0 Ignacio Scocco 85k |
| 25 września 2014 | Arsenal Sarandí Buenos Aires – River Plate 1:1 Hugo Martín Nervo 50k – Leonardo Pisculichi 51 |
| 25 września 2014 | Boca Juniors – Racing Club de Avellaneda 1:2 Jonathan Calleri 26 – Gustavo Leonardo Bou 62, 72 dokończenie brakujących 34 minut meczu przerwanego 14 września 2014                                        |

### Kolejka 8
| Data                 | Mecz |
| -------------------- | --- |
| 19 września 2014     | CA Argentino de Quilmes – Club Atlético Lanús 0:2 Silvio Romero 42k, Christopher Alejandro Cabral 43s                                                             |
| 20 września 2014     | CA Vélez Sarsfield – Atlético Rafaela 0:0 |
| 20 września 2014     | Estudiantes La Plata – Gimnasia y Esgrima La Plata 0:0 |
| 20 września 2014     | Olimpo Bahía Blanca – Belgrano Córdoba 1:0 Agustín Vuletich 73 |
| 21 września 2014     | CA Banfield – Boca Juniors 1:1 Emiliano Franco Terzaghi 90 – Andrés Eliseo Chávez 66                                                                              |
| 21 września 2014     | River Plate – Independiente 4:1 Leonardo Pisculichi 4, Ariel Rojas 37, Teófilo Gutiérrez 66, Rodrigo Mora 78 – Federico Andrés Mancuello 58                       |
| 21 września 2014     | Rosario Central – Arsenal Sarandí Buenos Aires 3:1 Damián Marcelo Musto 67, José Adolfo Valencia 76, 87 – Emilio José Zelaya 7                                    |
| 22 września 2014     | Defensa y Justicia Buenos Aires – San Lorenzo de Almagro 1:3 Julio César Rodríguez 14 – Mauro Cetto 19, Mauro Matos 57, Enzo Kalinski 73                          |
| 22 września 2014     | Racing Club de Avellaneda – Newell’s Old Boys 1:1 Gustavo Leonardo Bou 28 – Ignacio Scocco 11                                                                     |
| 15 października 2014 | Godoy Cruz Antonio Tomba – CA Tigre 4:3 Jaime Ayoví 30, 68, Gonzalo Gabriel Cabrera 76, Diego Rodríguez 90+1 – Carlos Ariel Luna 17, 32, Leandro Julián Garate 63 |

### Kolejka 9
| Data             | Mecz |
| ---------------- | --- |
| 26 września 2014 | Estudiantes La Plata – CA Vélez Sarsfield 3:2 Guido Marcelo Carrillo 51, Román Fernando Martínez 70, Matías Aguirregaray 90+1 – Lucas David Pratto 11k, Fabián Alberto Cubero 90+3 |
| 27 września 2014 | Atlético Rafaela – Olimpo Bahía Blanca 0:0 |
| 27 września 2014 | San Lorenzo de Almagro – Gimnasia y Esgrima La Plata 0:2 Álvaro Fernández 21, Pablo Ezequiel Vegetti 90+2                                                                          |
| 27 września 2014 | Independiente – Rosario Central 2:0 Federico Andrés Mancuello 51, Jesús Méndez 86                                                                                                  |
| 28 września 2014 | Belgrano Córdoba – Racing Club de Avellaneda 1:4 César Emmanuel Pereyra 8 – Gustavo Leonardo Bou 17, 81, Marcos Javier Acuña 26, 90+1                                              |
| 28 września 2014 | Boca Juniors – CA Argentino de Quilmes 1:0 Federico Gastón Carrizo 52 |
| 28 września 2014 | Club Atlético Lanús – River Plate 1:1 Lautaro Acosta 37 – Teófilo Gutiérrez 71 |
| 28 września 2014 | CA Tigre – Defensa y Justicia Buenos Aires 2:1 Pablo Vitti 72, Facundo Sánchez 90+3 – Washington Fernando Camacho 60                                                               |
| 29 września 2014 | Arsenal Sarandí Buenos Aires – Godoy Cruz Antonio Tomba 3:0 Brahian Milton Alemán 15, Emilio José Zelaya 24, 32                                                                    |
| 29 września 2014 | Newell’s Old Boys – CA Banfield 0:3 Ricardo Daniel Noir 15, Walter Erviti 34, Juan Cazares 58                                                                                      |

### Kolejka 10
| Data                | Mecz |
| ------------------- | --- |
| 3 października 2014 | Gimnasia y Esgrima La Plata – CA Vélez Sarsfield 2:0 Pablo Ezequiel Vegetti 13, Ignacio Martín Fernández 45                                           |
| 4 października 2014 | San Lorenzo de Almagro – CA Tigre 0:2 Lucas Daniel Wilchez 30, Sebastián Rincón 79                                                                    |
| 4 października 2014 | CA Banfield – Belgrano Córdoba 2:2 Santiago Gabriel Salcedo 21k, Enzo Trinidad 53 – Jorge Luis Velázquez 47, Emiliano Ariel Rigoni 80                 |
| 4 października 2014 | Defensa y Justicia Buenos Aires – Arsenal Sarandí Buenos Aires 2:1 Brian Leonel Fernández 51k, Emiliano Mathías Tellechea 58, Ramiro Ángel Carrera 47 |
| 5 października 2014 | River Plate – Boca Juniors 1:1 Germán Alejandro Pezzella 78 – Lisandro Magallán 22                                                                    |
| 5 października 2014 | Olimpo Bahía Blanca – Estudiantes La Plata 1:2 Néstor Emanuel Moiraghi 62 – Jonathan Schunke 20, Néstor Emanuel Moiraghi 56s                          |
| 5 października 2014 | CA Argentino de Quilmes – Newell’s Old Boys 1:1 Gonzalo Martín Klusener 41 – Maxi Rodríguez 33                                                        |
| 5 października 2014 | Racing Club de Avellaneda – Atlético Rafaela 0:2 Sergio Javier Vittor 78, Guillermo Matías Fernández 88                                               |
| 6 października 2014 | Rosario Central – Club Atlético Lanús 1:2 Walter Rubén Acuña 65 – Silvio Romero 35, Matías Alfredo Martínez 54                                        |
| 6 października 2014 | Godoy Cruz Antonio Tomba – Independiente 2:2 Fernando Rubén Zuqui 8, Rubén Darío Ramírez 37 – Federico Andrés Mancuello 19, Alexis Joel Zárate 83     |

### Kolejka 11
| Data                 | Mecz |
| -------------------- | --- |
| 10 października 2014 | Club Atlético Lanús – Godoy Cruz Antonio Tomba 3:3 Víctor Hugo Ayala 41, Santiago Silva 48, Silvio Romero 78 – Rubén Darío Ramírez 61, Jaime Ayoví 65, Claudio Ezequiel Aquino 74    |
| 10 października 2014 | CA Tigre – Gimnasia y Esgrima La Plata 1:0 Carlos Ariel Luna 54k |
| 11 października 2014 | CA Vélez Sarsfield – Olimpo Bahía Blanca 4:1 Sebastián Enrique Domínguez 21, Brian Federico Ferreira 23, Lucas David Pratto 68, Ramiro Julián Cáseres 87 – Adrián Nahuel Martínez 45 |
| 11 października 2014 | Belgrano Córdoba – CA Argentino de Quilmes 1:1 Julio César Furch 47 – Sebastián Rodrigo Martínez 64                                                                                  |
| 11 października 2014 | Estudiantes La Plata – Racing Club de Avellaneda 0:4 Diego Milito 7, Gustavo Leonardo Bou 29, Gustavo Leonardo Bou 74, Gabriel Hauche 86                                             |
| 12 października 2014 | Atlético Rafaela – CA Banfield 2:2 Germán Ezequiel Rodríguez 9, Nicolás Orsini 17 – Ricardo Daniel Noir 34, Nicolás Tagliafico 51                                                    |
| 12 października 2014 | Boca Juniors – Rosario Central 2:1 Mariano Raúl Echeverría 75, Leandro Marín 78 – José Adolfo Valencia 45                                                                            |
| 12 października 2014 | Independiente – Defensa y Justicia Buenos Aires 1:1 Sebastián Ariel Penco 90+1 – Mariano Omar Barbieri 57                                                                            |
| 12 października 2014 | Newell’s Old Boys – River Plate 0:1 Ramiro Funes Mori 67 |
| 13 października 2014 | Arsenal Sarandí Buenos Aires – San Lorenzo de Almagro 0:0 |

### Kolejka 12
| Data                 | Mecz |
| -------------------- | --- |
| 17 października 2014 | Gimnasia y Esgrima La Plata – Olimpo Bahía Blanca 0:0                                                                                                  |
| 17 października 2014 | CA Argentino de Quilmes – Atlético Rafaela 0:0 |
| 18 października 2014 | San Lorenzo de Almagro – Independiente 1:2 Héctor Daniel Villalba 82 – Daniel Montenegro 32, Diego Rodríguez 67k                                       |
| 18 października 2014 | CA Banfield – Estudiantes La Plata 1:1 Emiliano Franco Terzaghi 44 – Guido Marcelo Carrillo 80                                                         |
| 18 października 2014 | Defensa y Justicia Buenos Aires – Club Atlético Lanús 1:2 Washington Fernando Camacho 45k – Nicolás Pasquini 15, Jorge Valdez Chamorro 18              |
| 19 października 2014 | Godoy Cruz Antonio Tomba – Boca Juniors 2:3 Rolando García Guerreño 43, Jaime Ayoví 50 – Fernando Gago 9, Juan Manuel Martínez 29, Jonathan Calleri 82 |
| 19 października 2014 | River Plate – Belgrano Córdoba 3:0 Leonel Jesús Vangioni 34, Teófilo Gutiérrez 73, 88                                                                  |
| 19 października 2014 | Rosario Central – Newell’s Old Boys 2:0 Franco Niell 29, Nery Andrés Domínguez 37                                                                      |
| 19 października 2014 | Racing Club de Avellaneda – CA Vélez Sarsfield 2:0 Ricardo Centurión 12, Gustavo Leonardo Bou 42                                                       |
| 20 października 2014 | CA Tigre – Arsenal Sarandí Buenos Aires 1:1 Juan Carlos Blengio 77 – Ramiro Ángel Carrera 52                                                           |

### Kolejka 13
| Data                 | Mecz |
| -------------------- | --- |
| 24 października 2014 | Belgrano Córdoba – Rosario Central 1:0 Julio César Furch 2                                                                                            |
| 25 października 2014 | CA Vélez Sarsfield – CA Banfield 1:0 Lucas David Pratto 54                                                                                            |
| 25 października 2014 | Independiente – CA Tigre 3:1 Juan Martín Lucero 1, 45, Federico Andrés Mancuello 56 – Pablo Vitti 40                                                  |
| 25 października 2014 | Newell’s Old Boys – Godoy Cruz Antonio Tomba 2:2 Víctor Rubén López 45, Maxi Rodríguez 90+3 – Claudio Ezequiel Aquino 26, Leandro Miguel Fernández 78 |
| 25 października 2014 | Olimpo Bahía Blanca – Racing Club de Avellaneda 1:1 Juan Manuel Cobo 47 – Gabriel Hauche 41                                                           |
| 26 października 2014 | Atlético Rafaela – River Plate 1:2 Diego Montiel 13 – Leonardo Pisculichi 50, Ariel Rojas 66                                                          |
| 26 października 2014 | Boca Juniors – Defensa y Justicia Buenos Aires 2:0 Juan Manuel Martínez 9, 40                                                                         |
| 26 października 2014 | Club Atlético Lanús – San Lorenzo de Almagro 1:0 Lautaro Acosta 20                                                                                    |
| 26 października 2014 | Estudiantes La Plata – CA Argentino de Quilmes 1:0 Matías Aguirregaray 81                                                                             |
| 27 października 2014 | Arsenal Sarandí Buenos Aires – Gimnasia y Esgrima La Plata 1:0 Brahian Milton Alemán 45                                                               |

### Kolejka 14
| Data                 | Mecz |
| -------------------- | --- |
| 31 października 2014 | CA Banfield – Olimpo Bahía Blanca 3:0 Nahuel Mariano Yeri 20, Walter Erviti 58, Nicolás Bertolo 72                                                                           |
| 1 listopada 2014     | Gimnasia y Esgrima La Plata – Racing Club de Avellaneda 0:1 Gabriel Hauche 86                                                                                                |
| 1 listopada 2014     | Godoy Cruz Antonio Tomba – Belgrano Córdoba 1:3 Jaime Ayoví 35 – Fernando Andrés Márquez 53, Emiliano Ariel Rigoni 62, Julio César Furch 66                                  |
| 1 listopada 2014     | Rosario Central – Atlético Rafaela 0:2 Sergio Javier Vittor 24, Adrián Jesús Bastía 90+5                                                                                     |
| 1 listopada 2014     | CA Argentino de Quilmes – CA Vélez Sarsfield 2:1 Alan Jesús Alegre 10, Francisco Ilarregui 15 – Lucas David Pratto 60                                                        |
| 2 listopada 2014     | San Lorenzo de Almagro – Boca Juniors 2:0 Martín Cauteruccio 52, Gonzalo Verón 57                                                                                            |
| 2 listopada 2014     | CA Tigre – Club Atlético Lanús 0:0 mecz przerwany w 45 minucie przy stanie 0:0 – dokończony 12 listopada 2015                                                                |
| 12 listopada 2014    | CA Tigre – Club Atlético Lanús 3:0 Leandro Julián Garate 61, Gabriel Peñalba 70, Lucas Daniel Wilchez 80 dokończenie brakujących 45 minut meczu przerwanego 2 listopada 2015 |
| 12 listopada 2014    | River Plate – Estudiantes La Plata 0:1 Diego Vera 6 |
| 13 listopada 2014    | Arsenal Sarandí Buenos Aires – Independiente 1:1 Brahian Milton Alemán 36 – Sebastián Ariel Penco 74                                                                         |
| 20 listopada 2014    | Defensa y Justicia Buenos Aires – Newell’s Old Boys 1:0 Brian Leonel Fernández 71                                                                                            |

### Kolejka 15
| Data              | Mecz |
| ----------------- | --- |
| 7 listopada 2014  | Club Atlético Lanús – Arsenal Sarandí Buenos Aires 3:2 Silvio Romero 7, Diego Hernán González 90+5, Lautaro Acosta 90+9 – Brahian Milton Alemán 16, Ramiro Ángel Carrera 27                     |
| 8 listopada 2014  | Atlético Rafaela – Godoy Cruz Antonio Tomba 3:4 Walter Omar Serrano 22, Federico Rafael González 49, Nicolás Orsini 52 – Jaime Ayoví 8, 42, Rubén Darío Ramírez 29, Leandro Miguel Fernández 88 |
| 8 listopada 2014  | Belgrano Córdoba – Defensa y Justicia Buenos Aires 3:0 Lucas Manuel Zelarayán 63, Julio César Furch 69, Jerry Bengtson 87                                                                       |
| 8 listopada 2014  | Independiente – Gimnasia y Esgrima La Plata 0:1 Lucas Matías Licht 59 |
| 8 listopada 2014  | Olimpo Bahía Blanca – CA Argentino de Quilmes 2:1 Adrián Nahuel Martínez 28, Mauricio Andrés Cuero 45 – Nestor Adrián Fernández 80                                                              |
| 9 listopada 2014  | CA Vélez Sarsfield – River Plate 1:1 Milton Joel Caraglio 18 – Gabriel Mercado 38 |
| 9 listopada 2014  | Boca Juniors – CA Tigre 2:0 Emmanuel Gigliotti 71, 83 |
| 9 listopada 2014  | Estudiantes La Plata – Rosario Central 1:0 Ezequiel Cerutti 28 |
| 9 listopada 2014  | Racing Club de Avellaneda – CA Banfield 1:0 Gustavo Leonardo Bou 7 |
| 10 listopada 2014 | Newell’s Old Boys – San Lorenzo de Almagro 3:1 Maxi Rodríguez 37, 81, Ignacio Scocco 67 – Martín Cauteruccio 51                                                                                 |

### Kolejka 16
| Data              | Mecz |
| ----------------- | --- |
| 14 listopada 2014 | Rosario Central – CA Vélez Sarsfield 0:0 |
| 14 listopada 2014 | Defensa y Justicia Buenos Aires – Atlético Rafaela 2:1 Ciro Pablo Rius 50, Nicolás Bertocchi 70 – Guillermo Matías Fernández 81k                            |
| 15 listopada 2014 | Gimnasia y Esgrima La Plata – CA Banfield 1:1 Facundo Julián Oreja 55 – Nicolás Bertolo 56                                                                  |
| 15 listopada 2014 | San Lorenzo de Almagro – Belgrano Córdoba 4:0 Néstor Ortigoza 11k, Juan Ignacio Mercier 15, Pablo Barrientos 42, Emanuel Matías Más 87                      |
| 15 listopada 2014 | CA Argentino de Quilmes – Racing Club de Avellaneda 0:1 Gustavo Leonardo Bou 87                                                                             |
| 16 listopada 2014 | Arsenal Sarandí Buenos Aires – Boca Juniors 1:1 Brahian Milton Alemán 51 – Mariano Raúl Echeverría 53                                                       |
| 16 listopada 2014 | Godoy Cruz Antonio Tomba – Estudiantes La Plata 1:1 José Luis Fernández 9 – Leandro Desábato 83                                                             |
| 16 listopada 2014 | River Plate – Olimpo Bahía Blanca 1:1 Ramiro Funes Mori 24 – Miguel Ángel Borja 70                                                                          |
| 16 listopada 2014 | CA Tigre – Newell’s Old Boys 1:2 Joaquín Arzura 23 – Maxi Rodríguez 16, Víctor Rubén López 36                                                               |
| 17 listopada 2014 | Independiente – Club Atlético Lanús 4:1 Sebastián Ariel Penco 28, Daniel Montenegro 35, Juan Martín Lucero 89, Víctor Leandro Cuesta 90+2 – Silvio Romero 2 |

### Kolejka 17
| Data              | Mecz |
| ----------------- | --- |
| 21 listopada 2014 | CA Banfield – CA Argentino de Quilmes 3:1 Ricardo Daniel Noir 35, Gaspar Servio 67k, Jonathan Requena 83 – Adrián Miguel Scifo 5                                          |
| 22 listopada 2014 | Atlético Rafaela – San Lorenzo de Almagro 2:0 Lucas Albertengo 61, 87 |
| 22 listopada 2014 | CA Vélez Sarsfield – Godoy Cruz Antonio Tomba 1:4 Lucas David Pratto 45 – Jaime Ayoví 16, 29, Guillermo Cosaro 52, Rubén Darío Ramírez 69k                                |
| 22 listopada 2014 | Club Atlético Lanús – Gimnasia y Esgrima La Plata 2:0 Silvio Romero 20, Víctor Hugo Ayala 77                                                                              |
| 22 listopada 2014 | Olimpo Bahía Blanca – Rosario Central 1:1 Adrián Nahuel Martínez 38 – Lucas Javier Acevedo 76                                                                             |
| 23 listopada 2014 | Belgrano Córdoba – CA Tigre 1:2 Lucas Manuel Zelarayán 1 – Facundo Bertoglio 74, Sebastián Rincón 90                                                                      |
| 23 listopada 2014 | Boca Juniors – Independiente 3:1 Jonathan Calleri 5, 71, Emmanuel Gigliotti 89 – Matías Pisano 54                                                                         |
| 23 listopada 2014 | Estudiantes La Plata – Defensa y Justicia Buenos Aires 0:0 |
| 23 listopada 2014 | Racing Club de Avellaneda – River Plate 1:0 Ramiro Funes Mori 16s |
| 24 listopada 2014 | Newell’s Old Boys – Arsenal Sarandí Buenos Aires 2:4 Maxi Rodríguez 5, 55 – Brahian Milton Alemán 27, Matías Sarulyte 61, Emilio José Zelaya 63, Nicolás Diego Aguirre 69 |

### Kolejka 18
| Data              | Mecz |
| ----------------- | --- |
| 28 listopada 2014 | Gimnasia y Esgrima La Plata – CA Argentino de Quilmes 3:0 Pablo Ezequiel Vegetti 36, 49, Lucas Matías Licht 83k                       |
| 28 listopada 2014 | Defensa y Justicia Buenos Aires – CA Vélez Sarsfield 0:2 Lucas David Pratto 19, 83                                                    |
| 29 listopada 2014 | San Lorenzo de Almagro – Estudiantes La Plata 4:0 Néstor Ortigoza 50k, 81k, Mauro Matos 74, Julio Alberto Buffarini 88                |
| 29 listopada 2014 | Independiente – Newell’s Old Boys 1:0 Federico Andrés Mancuello 79                                                                    |
| 30 listopada 2014 | Club Atlético Lanús – Boca Juniors 2:2 Lautaro Acosta 1, 44 – Emanuel Insúa 75, Jonathan Calleri 87                                   |
| 30 listopada 2014 | River Plate – CA Banfield 3:2 Fernando Cavenaghi 54, 73k, Carlos Andrés Sánchez 57 – Nicolás Bertolo 42, Santiago Gabriel Salcedo 64k |
| 30 listopada 2014 | Rosario Central – Racing Club de Avellaneda 0:3 Gastón Díaz 42, Diego Milito 65, 79                                                   |
| 30 listopada 2014 | CA Tigre – Atlético Rafaela 3:1 Facundo Sánchez 17, Gabriel Peñalba 52, Carlos Ariel Luna 88 – Juan Eduardo Eluchans 15               |
| 1 grudnia 2014    | Arsenal Sarandí Buenos Aires – Belgrano Córdoba 0:2 Lucas Manuel Zelarayán 52, Fernando Andrés Márquez 58                             |
| 1 grudnia 2014    | Godoy Cruz Antonio Tomba – Olimpo Bahía Blanca 0:3 Juan Ignacio Sills 32, Jonatan Matías Blanco 36, Miguel Ángel Borja 45             |

### Kolejka 19
| Data            | Mecz |
| --------------- | --- |
| 5 grudnia 2014  | CA Vélez Sarsfield – San Lorenzo de Almagro 0:2 Héctor Daniel Villalba 84, Sebastián Enrique Domínguez 89s |
| 5 grudnia 2014  | Estudiantes La Plata – CA Tigre 4:2 Diego Vera 5, Guido Marcelo Carrillo 49, 71, Jonathan Schunke 84 – Sebastián Rincón 12, Kevin Fabián Itabel 79 |
| 6 grudnia 2014  | Atlético Rafaela – Arsenal Sarandí Buenos Aires 1:6 Nicolás Orsini 87 – Brahian Milton Alemán 17, 19, Emilio José Zelaya 29, Sebastián Alberto Palacios 61, Christian Chimino 79, Leandro Godoy 82 |
| 6 grudnia 2014  | CA Banfield – Rosario Central 2:3 Santiago Gabriel Salcedo 50k, Juan Cazares 65 – Lucas Lazo 9, Franco Niell 71, 90+2 |
| 6 grudnia 2014  | Belgrano Córdoba – Independiente 4:0 Julio César Furch 12, 35, 81, Fernando Andrés Márquez 60 |
| 6 grudnia 2014  | Olimpo Bahía Blanca – Defensa y Justicia Buenos Aires 0:0 |
| 7 grudnia 2014  | Boca Juniors – Gimnasia y Esgrima La Plata 0:2 Jorge Luis Rojas 11, Pablo Ezequiel Vegetti 46 |
| 7 grudnia 2014  | Newell’s Old Boys – Club Atlético Lanús 0:0 |
| 14 grudnia 2014 | CA Argentino de Quilmes – River Plate 0:1 Carlos Andrés Sánchez 82 mecz przerwany w 82 minucie przy stanie 0:1; 20 lutego 2015 zapadła decyzja o zachowaniu wyniku |
| 14 grudnia 2014 | Racing Club de Avellaneda – Godoy Cruz Antonio Tomba 1:0 (0:0) Bramki: 1:0 Ricardo Centurión 49 piłka uderzona głową przez Centurióna dotknięta została przez obrońcę rywali, Paragwajczyka García Guerreño; gol jednak oficjalnie przyznano Centuriónowi Sędzia: Diego Edgardo Ceballos Żółte kartki: Ricardo Centurión 28 / Federico Eduardo Lértora 4, Rolando García Guerreño 30, Rubén Darío Ramírez 45, Diego Rodríguez 63, Jaime Ayoví 78 Racing Club de Avellaneda: Sebastián Saja – Iván Pillud, Luciano Lollo, Yonathan Emanuel Cabral, Leandro Grimi, Gastón Díaz (88 Nicolás Gabriel Sánchez), Ezequiel Óscar Videla, Luciano Aued, Ricardo Centurión (64 Marcos Javier Acuña), Diego Milito (kapitan), Gustavo Leonardo Bou (75 Gabriel Hauche). Trener: Diego Cocca. Rezerwowi: Nelson Martín Ibáñez (bramkarz), Germán Ariel Voboril, Francisco Javier Cerro, Facundo Andrés Castillón. Club Deportivo Godoy Cruz Antonio Tomba: Sebastián Emanuel Moyano – Lucas Esteban Ceballos, Sebastián Olivares, Rolando García Guerreño (85 Fabrizio Germán Angileri), Guillermo Cosaro, Federico Eduardo Lértora (70 Leandro Miguel Fernández), Fernando Rubén Zuqui, Diego Rodríguez, José Luis Fernández (kapitan), Rubén Darío Ramírez (75 Juan Fernando Garro), Jaime Ayoví. Trener: Daniel Walter Oldrá. Rezerwowi: Rodrigo Francisco Rey (bramkarz), Luis Vicente Jerez, Emanuel David García, Armando Cooper. |

### Tabela końcowa sezonu 2014
| Poz | Klub                            | Mecze | Zw | Rem | Por | Pkt | BrZd | BrStr |
| --- | ------------------------------- | ----- | -- | --- | --- | --- | ---- | ----- |
| 1   | Racing Club de Avellaneda       | 19    | 13 | 2   | 4   | 41  | 30   | 16    |
| 2   | River Plate                     | 19    | 11 | 6   | 2   | 39  | 34   | 13    |
| 3   | Club Atlético Lanús             | 19    | 10 | 5   | 4   | 35  | 28   | 23    |
| 4   | Independiente                   | 19    | 10 | 3   | 6   | 33  | 31   | 29    |
| 5   | Boca Juniors                    | 19    | 9  | 4   | 6   | 31  | 25   | 23    |
| 6   | Estudiantes La Plata            | 19    | 9  | 4   | 6   | 31  | 23   | 23    |
| 7   | CA Tigre                        | 19    | 8  | 2   | 9   | 26  | 30   | 26    |
| 8   | San Lorenzo de Almagro          | 19    | 8  | 2   | 9   | 26  | 26   | 22    |
| 9   | Arsenal Sarandí Buenos Aires    | 19    | 7  | 5   | 7   | 26  | 27   | 25    |
| 10  | Belgrano Córdoba                | 19    | 7  | 4   | 8   | 25  | 26   | 26    |
| 11  | CA Vélez Sarsfield              | 19    | 7  | 4   | 8   | 25  | 21   | 22    |
| 12  | Newell’s Old Boys               | 19    | 6  | 7   | 6   | 25  | 21   | 24    |
| 13  | Atlético Rafaela                | 19    | 7  | 4   | 8   | 25  | 25   | 29    |
| 14  | Gimnasia y Esgrima La Plata     | 19    | 6  | 6   | 7   | 24  | 16   | 15    |
| 15  | Rosario Central                 | 19    | 6  | 3   | 10  | 21  | 21   | 28    |
| 16  | Godoy Cruz Antonio Tomba        | 19    | 5  | 6   | 8   | 21  | 31   | 39    |
| 17  | CA Banfield                     | 19    | 5  | 5   | 9   | 20  | 25   | 25    |
| 18  | Defensa y Justicia Buenos Aires | 19    | 5  | 5   | 9   | 20  | 19   | 30    |
| 19  | Olimpo Bahía Blanca             | 19    | 4  | 7   | 8   | 19  | 15   | 22    |
| 20  | CA Argentino de Quilmes         | 19    | 2  | 6   | 11  | 12  | 17   | 31    |

### Klasyfikacja strzelców bramek sezonu 2014
| Gole | Piłkarz                   | Klub                         |
| ---- | ------------------------- | ---------------------------- |
| 11   | Lucas David Pratto        | Vélez Sarsfield              |
| 11   | Maxi Rodríguez            | Newell’s Old Boys            |
| 11   | Silvio Romero             | Club Atlético Lanús          |
| 10   | Gustavo Leonardo Bou      | Racing Club de Avellaneda    |
| 10   | Teófilo Gutiérrez         | River Plate                  |
| 10   | Federico Andrés Mancuello | Independiente                |
| 9    | Jaime Ayoví               | Godoy Cruz Antonio Tomba     |
| 9    | Brahian Milton Alemán     | Arsenal Sarandí Buenos Aires |
| 8    | Julio César Furch         | Belgrano Córdoba             |
| 7    | Carlos Ariel Luna         | CA Tigre                     |
| 7    | Rubén Darío Ramírez       | Godoy Cruz Antonio Tomba     |
| 7    | Pablo Ezequiel Vegetti    | Gimnasia y Esgrima La Plata  |
| 7    | Emilio José Zelaya        | Arsenal Sarandí Buenos Aires |